# Campeonato de Primera División 1920 (Argentina)
El Campeonato de Primera División 1920, llamado Copa Campeonato 1920, fue el campeonato nacional oficial de la Primera División, organizado por la Asociación Argentina de Football.
El Club Atlético Boca Juniors se consagró campeón por segunda vez consecutiva.
En el torneo de la Asociación Amateurs se consagró campeón el Club Atlético River Plate.

## Ascensos y descensos
| Pos          | Equipos ascendidos |
| ------------ | ------------------ |
| 1.º          | Banfield           |
| 1.º Z. Oeste | Del Plata          |
| 2.º Z. Sud   | Lanús              |
| 2.º Z. Oeste | Nueva Chicago      |
| 1.º Z. Norte | Palermo            |
| 2.º Z. Norte | Sportivo del Norte |

| Equipo reafiliado |
| ----------------- |
| Sportivo Barracas |

| Equipos desafiliados en la temporada 1919 |
| ----------------------------------------- |
| Atlanta                                   |
| Defensores de Belgrano                    |
| Estudiantes (BA)                          |
| Estudiantil Porteño                       |
| Gimnasia y Esgrima (LP)                   |
| Independiente                             |
| Platense                                  |
| Racing Club                               |
| River Plate                               |
| San Lorenzo                               |
| San Isidro                                |
| Sportivo Barracas                         |
| Tigre                                     |

| Equipos descendidos en la temporada 1919 |
| ---------------------------------------- |
| No hubo                                  |

De esta forma, el certamen contó con 13 equipos.

## Equipos
| Equipo                  | Ciudad       |
| ----------------------- | ------------ |
| Banfield                | Banfield     |
| Boca Juniors            | Buenos Aires |
| Del Plata               | Buenos Aires |
| Estudiantes de La Plata | La Plata     |
| Huracán                 | Buenos Aires |
| Lanús                   | Lanús        |
| Nueva Chicago           | Buenos Aires |
| Palermo                 | Buenos Aires |
| Porteño                 | Buenos Aires |
| Sportivo Barracas       | Buenos Aires |
| Sportivo de Almagro     | Buenos Aires |
| Sportivo del Norte      | Buenos Aires |
| Sportivo Palermo        | Buenos Aires |

## Tabla de posiciones final
| Pos  | Equipo              | Pts | PJ | G  | E | P  | GF | GC | DIF |
| ---- | ------------------- | --- | -- | -- | - | -- | -- | -- | --- |
| 1.º  | Boca Juniors        | 43  | 24 | 20 | 3 | 1  | 52 | 7  | 45  |
| 2.º  | Banfield            | 31  | 24 | 13 | 5 | 6  | 35 | 21 | 14  |
| 3.º  | Huracán             | 31  | 24 | 13 | 5 | 6  | 38 | 26 | 12  |
| 4.º  | Porteño             | 30  | 24 | 13 | 4 | 7  | 31 | 26 | 5   |
| 5.º  | Del Plata           | 26  | 24 | 10 | 6 | 8  | 22 | 27 | -5  |
| 6.º  | Sportivo Barracas   | 25  | 24 | 10 | 5 | 9  | 26 | 28 | -2  |
| 7.º  | Nueva Chicago       | 23  | 24 | 10 | 3 | 11 | 17 | 36 | -19 |
| 8.º  | Sportivo del Norte  | 22  | 24 | 9  | 4 | 11 | 19 | 47 | -28 |
| 9.º  | Estudiantes (LP)    | 21  | 24 | 10 | 1 | 13 | 34 | 37 | -3  |
| 10.º | Sportivo Palermo    | 19  | 24 | 8  | 3 | 13 | 26 | 52 | -26 |
| 11.º | Lanús               | 15  | 24 | 5  | 5 | 14 | 26 | 12 | 14  |
| 12.º | Sportivo de Almagro | 11  | 24 | 4  | 3 | 17 | 16 | 9  | 7   |
| 13.º | Palermo             | 9   | 24 | 4  | 1 | 19 | 14 | 28 | -14 |

## Descensos, ascensos y traspasos
Durante el transcurso del torneo Lanús, Sportivo de Almagro y Palermo abandonaron la Asociación Argentina. Mientras los dos primeros pasaron a disputar la segunda ronda del campeonato 1920 de la Asociación Amateurs, el último se incorporó al torneo de segunda división de la misma Asociación en 1921. Por su parte, Banfield hizo lo mismo al finalizar la temporada y se afilió a la AAmF para disputar el campeonato de Primera División de 1921. Al no haber descensos, con la incorporación de Platense (Retiro), escindido de Platense, y el ascenso de El Porvenir, el campeonato de 1921 contó con 11 participantes.

## Copas nacionales
- Copa de Honor Municipalidad de Buenos Aires: Banfield
- Copa Ibarguren: Tiro Federal

## Goleador
| Jugador              | Jugador     | Goles | Equipo       |
| -------------------- | ----------- | ----- | ------------ |
| Bandera de Argentina | Pablo Bozzo | 12    | Boca Juniors |